# ربع پرده

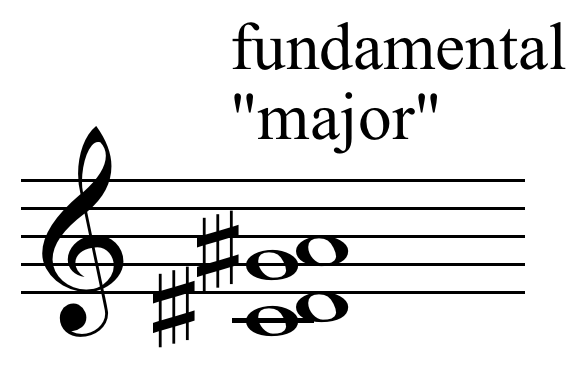
آکورد پایه ربع پرده آیوز.

ربع پرده نوعی فاصلهٔ موسیقایی است که تحت عنوان فواصل ریزپرده‌ای طبقه‌بندی می‌شود. ربع پرده کوچک‌تر از نیم‌پرده است. در موسیقی ایرانی، مقدار دقیقی برای این فاصله تعیین نشده‌است، اما با توجه به تئوری اعتدالیِ علینقی وزیری، می‌توان آن را معادل با ۵۰ سِنت (cent) گرفت. در تئوری موسیقی غربی فواصل ریزپرده‌ای (از جمله ربع پرده) تا قبل از موسیقی معاصر کاربرد نداشته‌اند.
در موسیقی ایرانی، به کسانی که می‌توانند گام‌های ایرانی را به درستی بخوانند، «ربعِ پرده‌خوان» گفته می‌شود.

## موسیقی ایرانی
در متون قدیمی، فاصله‌های ریزپرده‌ای (که کمتر از نیم‌پرده طول دارند، یا طولشان مضربی از نیم‌پرده‌ها نیست) بر اساس موقعیت انگشتان روی دستهٔ سازهایی مانند عود تعریف می‌شدند. به فواصل ریزپرده‌ای هم نام‌هایی نظیر «طنینی»، «مجنب» و «بقیه» داده می‌شد. طنینی معادل یک پرده و بقیه معادل نیم پرده بود و مجنب فاصله‌ای بین این دو بود اما اندازهٔ آن مضربی از یک چهارم پرده (ربع پرده) نبود. صفی‌الدین ارموی در کتاب الادوار هر فاصلهٔ اکتاو را شامل ۱۷ پرده نامید که برخی از آن‌ها فواصل ریزپرده‌ای داشتند. برای مثال، فاصلهٔ دوم نیم‌بزرگ در این روش حدود ۱۸۰ سنت به دست می‌آمد.
در دورهٔ قاجاریه و زمانی که تحول مقام به دستگاه رخ داد، تئوری موسیقی ایرانی هم تغییر کرد. در روش جدیدی که علینقی وزیری معرفی کرد، هر اکتاو به ۲۴ ربع پردهٔ مساوی متکی بود («تئوری تقسیم اکتاو به ۲۴ ربع پردهٔ تعدیل شده») و در آن فاصلهٔ دوم نیم‌بزرگ دقیقاً ۱۵۰ سنت به دست می‌آمد. اما تحقیقات مهدی برکشلی، مجید کیانی و داریوش طلایی روی سازهای نوازندگان ردیف موسیقی ایرانی نشان داد که کوک این سازها دقیقاً بر اعتدال مساوی منطبق نیست. برای مثال کیانی فاصلهٔ دوم نیم‌بزرگ را روی این سازها نزدیک به ۱۴۴ سنت اندازه‌گیری کرد و داریوش طلایی نیز آن را برابر ۱۴۰ سنت قرار داد. با این حال، لفظ «ربع پرده» و نشان‌های سری و کرن کماکان برای توصیف این فواصل به کار می‌رود.

## موسیقی عربی
به گفتهٔ حبیب حسن توما، میخائیل مشاقه اولین نظریه‌پردازی در موسیقی عربی بود که پیشنهاد تقسیم اکتاو به بیست و چهار فاصله مساوی (بر اساس اعتدال مساوی) را داد، و به این ترتیب مفهوم ربع پرده را در موسیقی عربی وارد کرد. البته مشاقه در کتاب خودش الرسالة الشهابية في الصناعة الموسيقية اشاره می‌کند که استادش محمد العطار این تقسیم‌بندی را به کار می‌گرفته، اما خود العطار مطلبی در این‌باره منتشر نکرده بود.